# Meerengenvertrag
Der Meerengenvertrag (auch Dardanellen-Vertrag von 1841, englisch London Straits Convention) wurde am 13. Juli 1841 in London zwischen den fünf europäischen Großmächten Russland, Großbritannien, Frankreich, Österreich und Preußen sowie dem Osmanischen Reich geschlossen.

## Vorgeschichte
Sultan Mehmed II. ließ nach der Eroberung von Konstantinopel im Jahr 1453 Burgen/Schlösser in Kale Sultanie und Kilid Bahr zur Bewachung der Dardanellen erbauen. Im Jahr 1658 folgte unter Mehmed IV. ca. 20 km südwestlich der alten Schlösser zum Schutz gegen die Republik Venedig der Bau der beiden Schlösser Sedil Bahr auf europäischer und Kum Kale auf asiatischer Seite. Die Durchfahrt durch die Dardanellen wurde durch den Sultan verhindert und der Handel im Schwarzen Meer auf türkische Schiffe beschränkt.
Der Verlauf der Russisch-Türkischen Kriege in der zweiten Hälfte des 17. Jahrhunderts brachte für Russland unter Katharina der Großen Zugang zum Schwarzen Meer und damit Interesse an einer Passage zur Ägäis. Nachdem 1770 ein russisches Geschwader unter Admiral Elphinstone ungehindert in die Meerenge eingedrungen war, ließen die Osmanen die inzwischen verfallenen Forts wiederherstellen.
Der Friede von Küçük Kaynarca (1774) brachte Russland das Recht auf ungehinderte Durchfahrt seiner Handelsschiffe durch die Dardanellen und den Bosporus. Es folgten ähnliche Verträge mit Österreich (1784), England (1799), Frankreich (1802) und Preußen (1806).
Am 23. Dezember 1798 schlossen Russland und das Osmanische Reich einen auf acht Jahre befristeten Allianzvertrag gegen Frankreich, das sich zu dieser Zeit auf Ägyptischer Expedition befand. Am 5. Januar 1799 folgte ein Vertrag mit England, mit dem Ziel, die Franzosen aus Ägypten zu vertreiben und deren Levantehandel zu zerstören. Damit war die Durchfahrt von Kriegsschiffen dieser Nationen nun ebenfalls erlaubt. Als am 24. September 1805 der Allianzvertrag zwischen Russland und dem Osmanischen Reich verlängert wurde, erreichte Russland die Blockade der Durchfahrt für Kriegsschiffe dritter Länder. Der Vertrag mit Großbritannien wurde wegen Verhandlungen mit Frankreich (Sébastiani) als Folge der russischen Niederlage in der Schlacht bei Austerlitz am 2. Dezember 1805 nicht verlängert. Am 7. Januar 1807 erklärte die Hohe Pforte Russland den Krieg (Russisch-Türkischer Krieg (1806–1812)). Am 17. Januar erklärte der Divan den europäischen Gesandten in Konstantinopel, die Schifffahrt durch die Dardanellen zu blockieren, um jegliche Verbindung mit Russland zu verhindern. Großbritannien drohte daraufhin Konstantinopel mit einem Angriff, sollte es seine Bündnisse mit Großbritannien und Russland nicht erneuern. Die Pforte weigerte sich.
1807 gelang einer britischen Flotte unter dem Kommando von Admiral Duckworth, bestehend aus acht Linienschiffen, vier Fregatten sowie mehreren Brandern und Bombardierbooten, eine verlustfreie Durchfahrt durch die Dardanellen, in deren Folge der Verband am 20. Februar vor Konstantinopel erschien.
In dem am 5. Januar 1809 zwischen Großbritannien und der Hohen Pforte abgeschlossenen Friedensvertrag (Dardanellenvertrag) zum Ende des Britisch-Türkischen Krieges von 1807 hatte erstere Macht, wie schon früher, in die Forderung des Osmanischen Reiches eingewilligt, dass kein nichttürkisches Kriegsschiff in die Dardanellenstraße und in den Bosporus einlaufen dürfe.
In einem geheimen Zusatzprotokoll zum Vertrag von Hünkâr İskelesi hatte sich Russland 1833 zusichern lassen, dass im Kriegsfall die Meerengen für feindliche Marine gesperrt würden. Dafür hatte Russland dem Osmanischen Reich militärische Hilfe zugesagt, wenn es diese anfordere.

## Vertrag
Mit der Unterzeichnung legten die Vertragspartner fest, dass außer den Schiffen der osmanischen Flotte und im Kriegsfall denen der Verbündeten des Sultans kein Kriegsschiff in die Dardanellen einlaufen dürfe. Für nicht-osmanische Kriegsschiffe war die Meerenge gesperrt. Auch Handelsfahrzeugen fremder Nationen war die Passage der Schmalstelle von Tschanak-Kalessi bei Nacht untersagt. Zudem waren sie zur Vorzeigung der Pässe und zur Zahlung einer Leuchtturmsgebühr verpflichtet.

## Folgen
Beim Beginn des Krimkrieges ankerte die englisch-französische Flotte im Juni 1853 im Süden von Kum Kale in der Besikabai, von wo sie Ende Oktober in die Dardanellen einlief und am 3. November in der Beikosbai Anker warf. Im ersten Anhang zu den Pariser Friedensartikeln von 1856 wurde der Vertrag von 1841 im Wesentlichen bestätigt. Doch behielt sich der Sultan vor, leichten, den Gesandtschaften fremder Mächte zur Verfügung gestellten Fahrzeugen durch besondere Fermane die Durchfahrt zu gestatten; die Befestigungen an den Dardanellen wurden darauf von der Pforte bedeutend erweitert und verstärkt.
Nachdem das Londoner Protokoll vom 13. März 1871 die Schließung der Dardanellen von neuem bestimmt hatte, liefen im Februar 1878 dennoch englische Kriegsschiffe in das Marmarameer durch die Dardanellen, um Konstantinopel vor einer Eroberung durch die Russen zu schützen (Russisch-Osmanischer Krieg (1877–1878)). Der Berliner Friede vom 13. Juli 1878 legte dem Sultan von neuem die Pflicht auf, kein fremdes Kriegsschiff die Dardanellen passieren zu lassen.
Nach dem Ersten Weltkrieg und dem damit verbundenen Zerfall des Osmanischen Reiches ging die Aufsicht über die Dardanellen durch die Verträge von Sèvres (1920) und Lausanne (1923) unter internationale Kontrolle. Sie wurde von einer Kommission des Völkerbundes ausgeübt. Mit dem heute noch gültigen Vertrag von Montreux vom 20. Juli 1936 erhielt die Türkei die Kontrolle über ihre Meerengen zurück.